# Syngrapha incompleta
Syngrapha incompleta là một loài bướm đêm trong họ Noctuidae.